# 也密力火者
也密力火者（—1469年），15世纪吐鲁番地方统治者，《明史》记载的吐鲁番汗国速檀（苏丹）。
明朝有按照东察合台汗国不同时期的首都称呼其国家的习惯。依《明史》记载别失八里王也先不花二世在正统十年（1445年）死后，也密力虎者嗣位。景泰三年（1452年），也密力火者亲自向明朝政府进贡。天顺三年（1459年），遣使向明朝进贡。成化五年（1469年）逝世。其子速檀阿力即位。
然而此说法据考证为误解，根据《拉失德史》，这一时期东察合台汗国可汗是也先不花二世、羽奴思兄弟，也先不花二世是在1462年去世。也密力火者的活动范围与羽奴思完全不同，他应该只是吐鲁番当地的速檀而非整个东察合台汗国的大汗，《明实录》中有羽奴思（也别称其为“迤西速鲁檀阿力”）的少量记载，而且完全与吐鲁番无关。而《明史》在速檀阿力继位后对东察合台汗国再无记载，还将也密力虎者、也密力火者误认为是两人，速檀阿力和羽奴思的儿子速檀阿黑麻归入吐鲁番史，而不清楚他们与别失八里（东察合台汗国首都）的关系。这种错误观点延续到明末清初，中国朝廷一直以为叶尔羌汗国（国都莎车）是吐鲁番王国。